# Huia sumatrana
Espèce
Statut de conservation UICN

 LC  : Préoccupation mineure
Huia sumatrana est une espèce d'amphibiens de la famille des Ranidae.

## Répartition
Cette espèce est endémique de Sumatra en Indonésie.

## Étymologie
Cette espèce est nommée en référence au lieu de sa découverte, l'île de Sumatra.

## Publication originale
- Yang, 1991 : Phylogenetic systematics of the Amolops group of ranid frogs of southeastern Asia and the Greater Sunda Islands. Fieldiana, Zoology, New Series, vol. 63, p. 1-42 (texte intégral).